# 프랑스의 캉통

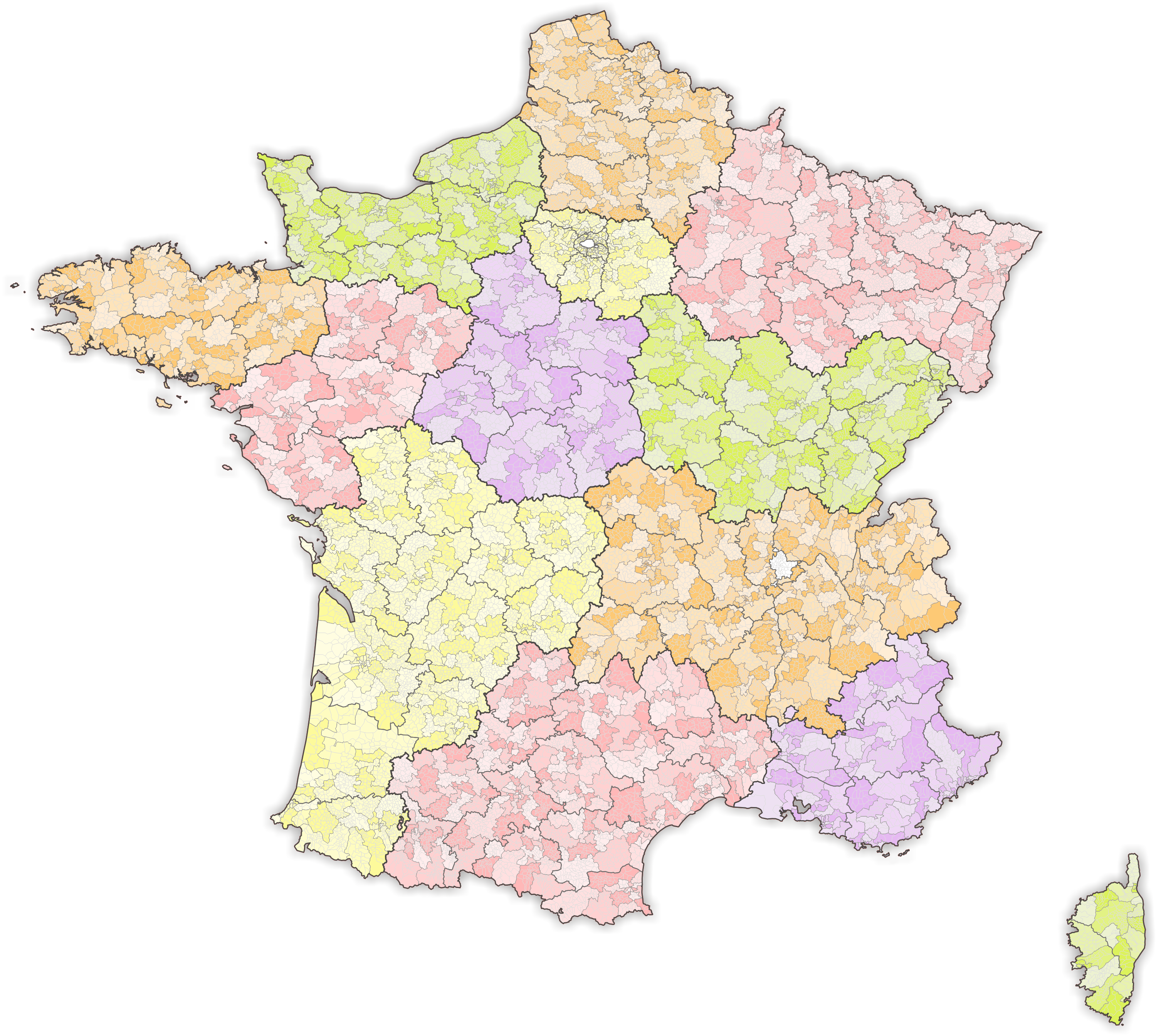
프랑스의 캉통 지도

프랑스의 캉통(프랑스어: Canton français)은 프랑스의 342개 아롱디스망과 101개 데파르트망을 세분화한 행정 구역이다.
오늘날 캉통의 주 목적은 공공시설과 사법 행정부 내 일부 측면에서 조직단위로서 역할을 행사한다는 점만 제외하고, 각 데파르트망 내 대표의회 (일반의회) 의원을 선출하는 선거의 선거구 역할을 하는 것이다. 이런 이유로 프랑스 내에서는 앞서 언급한 선거가 '캉통 선거'으로 알려져 있기도 하다.
현재 프랑스에는 4,032개의 캉통이 있다. 대부분의 캉통은 몇 개의 코뮌 (프랑스의 최하위 행정구역)으로 나뉘며, 반대로 넓은 코뮌은 여러 캉통을 구성하기도 한다. 이는 주민 수가 200만 명 이상 (파리)에서 딱 한 명 (로슈푸르샤)까지 이르는 코뮌과는 다르게, 캉통은 각 인구 규모를 거의 고르게 했기 때문이다.

## 역할과 행정
캉통의 역할은 무엇보다도 데파르트망 선거 (지방선거)에 기초를 부여하는 것이다. 각각의 캉통은 프랑스의 주 행정구역인 데파르트망별 일반 의회 (conseil général du département) 내 그 캉통의 대변자를 선출한다.
일반적으로 도시 지역에서는 하나의 코뮌이 여러 캉통에 포함된다. 정 반대로 시골 지역에서는 하나의 캉통이 그보다 더 작은 여러 코뮌들로 구성되는 경우가 많다. 후자의 경우에는 행정 서비스, 예를 들자면 국가 헌병대 본부가 캉통의 주 마을 (셰프리외)에 소재하는 경우가 보통이다. 다만 예외가 있는데 게용캄파뉴나 사르게민상파뉴 캉통처럼 어느 캉통에도 속하지 않는 셰프리외에 공동으로 소재한 경우도 있다.
INSEE에서 통계상 목적으로 파리의 20개 아롱디스망이 가끔씩 캉통으로 여겨지기도 하나, 이 아롱디스망들은 부여된 기능보다 더 큰 선거기능을 하진 않는다.
캉통은 제 1심 법원 (Tribunaux d'instance, 약칭 'TI')의 소재지로 법정 구역을 형성하기도 한다. 역사상에서 캉통은 '치안 법원 (justices de paix )'이나 '지구 법정'이라 불렸다.

## 역사
캉통은 1790년 국토경계 혁명위원회 (Comité de division)의 주도로 이뤄진 행정 개편으로 데파르트망과 함께 신설되었다. 처음 설치될 당시에는 각 주별로 40~60여개가 설치되어 오늘날보다 수가 많았다.
초창기에는 여러 개의 캉통이 '디스트리크'라는 이름의 상위 행정구역으로 묶였다. 1800년 통령정부가 디스트리크를 폐지시키고 아롱디스망을 신설해 캉통들을 재배치시켰다. 이후 1801년 1월 28일 <지구법원 규모수의 감축에 관한 법령> (Loi portant réduction du nombre de justices de paix)이 공포되어 캉통의 수가 과감히 축소되면서, 한 주에 30~50개의 캉통이 속하게 되었다. 각 데파르트망의 도지사들은 정부 지시에 따라 신설된 캉통에 코뮌들을 무리지어 정리했다. 이렇게 작성된 데파르트망별 목록은 정부의 승인을 거쳐 1801년과 1802년 <법령집> 에 게재했다. 이때의 목록은 오늘날까지 프랑스의 행정 구역 기반으로 남아 있으며, 인구가 적은 캉통은 폐지하고 인구성장이 큰 지역은 새로운 캉통을 분할하는 식으로만 수정되어 왔다. 전체 캉통의 수로만 보자면 크게 늘어난 편이다.
2013년 5월, 캉통의 수를 대폭 축소하는 법이 의회를 통과했다. 이 법은 2015년 3월 프랑스 데파르트망 선거부터 효력을 미치게 된다. 캉통 개편 직전에는 프랑스 전역에 총 4,032개의 캉통이 설치되어 있었다. 2013년 개편법은 각 주의회의 의원 지역구에도 변화를 끼쳐, 각 캉통마다 남성과 여성 의원을 1인씩 선출하게 되었다.

## 통계
캉통의 수는 각 주마다 천차만별이다. 테리투아르드벨포르주에는 캉통이 9개지만 노르주에는 캉통이 무려 41개가 속해 있다.

## 같이 보기
- 프랑스의 행정 구역
- 캉통
- 프랑스의 캉통 목록